# Луцька філія Західноукраїнського національного університету
Лу́цька фі́лія Західноукраїнського національного університету – територіально віддалений структурний підрозділ ЗУНУ, створений 1999 року.

### Діяльність філії
Навчання проводиться за заочною формою, що дає змогу працевлаштованим молодим людям здобути якісну вищу економічну освіту без відриву від трудової діяльності. Всього за період функціонування філії вищу освіту отримали близько 2 тис. студентів.
Філія внесена в Єдиний державний реєстр підприємств та організацій України 01.08.2008 року під № 16461070015000992.
Підготовка фахівців здійснюється за освітнім ступенем бакалавр у галузі знань 07 «Управління та адміністрування» за спеціальностями:
- 072 «Фінанси, банківська справа та страхування»;
- 071 «Облік і оподаткування»[1].

Підготовка студентів на базі освітньо-кваліфікаційного рівня «молодший спеціаліст» для отримання диплома бакалавра за вказаними спеціальностями здійснюється за скороченим терміном навчання.
Навчальний процес здійснюється викладачами ТНЕУ, які мають наукові ступені і вчені звання, значний досвід та стаж роботи у вищих навчальних закладах і на практиці. Діяльність філії організована на базі орендованих приміщень Навчально-методичного центру профспілок Волинської області, які включають комфортабельні і функціональні аудиторії для проведення всіх видів занять, сучасний комп'ютерний клас з підключенням до мережі Інтернет, бібліотеку, підсилену віртуальним ресурсом центральної бібліотеки ім. Л. Каніщенка Західноукраїнського національного університету.
|  |

### Кадровий склад
Колектив Луцької філії в різні роки очолювали:
- Аксьонова Людмила Василівна — 1999—2006;
- Стрішенець Олена Миколаївна — 2006—2008;
- Квасовський Олександр Романович — 2008—2013;
- Лещук Віктор Пилипович[3] — з 2013 — донині.

З лютого 2014 року філію очолив Лещук Віктор Пилипович — доктор економічних наук, професор кафедри фінансів суб'єктів господарювання і страхування, автор понад 60 наукових та навчально-методичних праць, в тому числі 3 підручників для студентів вишів з грифом Міністерства освіти і науки України. Коло наукових інтересів стосується проблематики функціонування фінансового капіталу суб'єктів господарювання.